# 李西宁
李西宁（1957年7月—），女，四川成都人，中国杂技编导家，一级编导，中国杂技家协会副主席，原中国人民解放军西部战区陆军战旗文工团团长。